# اس‌اس کننزا
اس‌اس کننزا (به انگلیسی: SS Canonesa) یک زیردریایی بود.